# FUSE (модуль ядра)
FUSE (англ. filesystem in userspace — «файловая система в пользовательском пространстве») — свободный модуль для ядер Unix-подобных операционных систем, позволяет разработчикам создавать новые типы файловых систем, доступные для монтирования пользователями без привилегий (прежде всего — виртуальных файловых систем); это достигается за счёт запуска кода файловой системы в пользовательском пространстве, в то время как модуль FUSE предоставляет связующее звено для актуальных интерфейсов ядра. C использованием средств FUSE разработаны, в частности, SSHFS, NTFS-3G, GlusterFS, ZFS.
Распространяется под лицензиями GNU GPL и LGPL. Официально включён в главное дерево ядра Linux в версии 2.6.14. Также доступен для FreeBSD, NetBSD (как PUFFS), OpenSolaris, OS X, Minix 3.2, AmigaOS. Для операционных систем семейства Windows существует API-совместимый аналог Dokan (англ. Dokan Library).